# 川西市立桜が丘小学校
川西市立桜が丘小学校（かわにししりつ さくらがおかしょうがっこう）は、兵庫県川西市日高町にある公立小学校。児童数は、2015年時点では300人弱と川西市内で最少の小学校であったが、その後児童数が増え、2024年現在で392人と川西市の16の小学校のうち11位の児童数になった。

## 歴史
- 1971年（昭和46年）
  - 4月1日 - 川西市立川西小学校から、分離開校（18学級）。
  - 5月 - 開校披露式挙行（教室18・特別教室2）。
  - 7月 - 校章制定。
  - 9月 - 校旗制定。
- 1972年（昭和47年）3月 - 第二期校舎増築（教室8）。
- 1973年（昭和48年）
  - 2月 - 校歌制定。
  - 3月 -
  - 8月 - 第三期校舎増築（体育館・教室6・家庭科室）。
  - 9月 - 体育館落成喜びの会と校歌発表会を開催。
- 1974年（昭和49年）
  - 3月 - 第1回卒業式挙行。第四期校舎増築（教室4・図工室）し、北西部擁壁設置。
  - 11月 - プール竣工。
- 1975年（昭和50年）3月 - 給食室竣工。
- 1987年（昭和62年）12月 - 投てき板設置。
- 1990年（平成2年）11月 - 20周年記念式典挙行。
- 1992年（平成4年）6月 - プール改修。
- 1998年（平成10年）5月 - 校地内防犯灯設置。
- 2000年（平成12年）
  - 11月 - 30周年記念航空写真撮影。
  - 12月 - 保健室移設。
- 2001年（平成13年）
  - 1月 - コンピュータ室運用開始。
  - 6月 - 家庭科室とミシン室を改修。
  - 9月 - 本館外壁塗装し、窓改修実施。
- 2002年（平成14年）9月 - 体育館棟外壁塗装。
- 2003年（平成15年） 
  - 2月 - 本館屋上防水工事。
  - 3月 - プール下改修。
  - 12月 - 体育館棟屋上防水工事。
- 2005年（平成17年）3月 - 体育館棟外壁塗装。
- 2006年（平成18年）3月 - 校庭南側防球ネット設置。
- 2008年（平成20年）3月 - プール改修。
- 2009年（平成21年）12月 - 運動場南門改修。
- 2010年（平成22年）1月 - 体育館棟耐震工事完了。
- 2011年（平成23年）9月 - 体育倉庫新設。
- 2013年（平成25年）1月 - スポーツクラブ21さくらクラブハウス建設。
- 2014年（平成26年）7月 - 本館棟耐震工事開始。
- 2015年（平成27年）2月 - 本館棟耐震工事終了。
- 2016年（平成28年）3月 - 運動場側駐車場芝生化（県民まちなみ緑化事業）完成。
- 2017年（平成29年）8月 - 体育館天井工事と全教室への空調設置の両工事が完了。
- 2020年（令和2年）3月 - 校地内里山整備（県民まちなみ緑化事業）。
- 2021年（令和3年）3月 - PTA寄贈バスケットゴール完成。
- 2023年（令和5年）4月 - エレベーター設置工事開始。
- 2024年（令和6年）エレベーター設置工事終了。

## 周辺施設
- 小戸霊園 - 川をはさんで、敷地が隣接。
- 川西教育会館
- 川西市総合センター
- 第二協立病院
- 川西市立川西中学校
- 川西市立総合医療センター
- 川西市民プール
- 川西中央保育所
- かわにしひよし保育園

## アクセス
- 阪急バス川西猪名川線「キセラ川西/総合医療センター（旧日高町）」より徒歩2分
- 阪急電鉄・能勢電鉄川西能勢口駅より徒歩10分

## 通学区域が隣接している学校
- 川西市立川西小学校
- 川西市立川西北小学校
- 宝塚市立長尾台小学校